# .at
.at là tên miền Internet quốc gia (ccTLD) dành cho Áo. Nó được quản lý bởi NIC.AT.